# Banshay
 (décembre 2020).
Le Banshay ou système de combat avec armes (bâton, sabre, poignard), est un art martial birman (thaing) au même titre que le bando (lequel rassemble les pratiques à mains nues). 
Il se décline en plusieurs styles et pratiques, dont : le dha kachin, le dhot chin ou le dhot môns. 

## Armes utilisées dans la pratique du Banshay
Le Banshay autorise l'utilisation d'une grande variété d'armes blanches dont :
- la dague (da jyau che),
- les sabres de différentes formes et longueurs,
- les bâtons (toud’che) de différentes longueurs,
- la canne,
- les lances (tlantu che) et
- les fléaux.

## Armes autorisées selon l'âge du pratiquant
L'apprentissage du maniement des armes commence souvent par les armes en bois et notamment le bâton court. L'apprentissage passe, là encore, en partie par l'acquisition de matrices techniques et des structures ancestrales (akas). L'arme spécifique du banshay est le dha. L'apprentissage du sabre est réservé aux plus expérimentés et exige d'avoir plus de 18 ans.

### Le bâton (Toud'che)

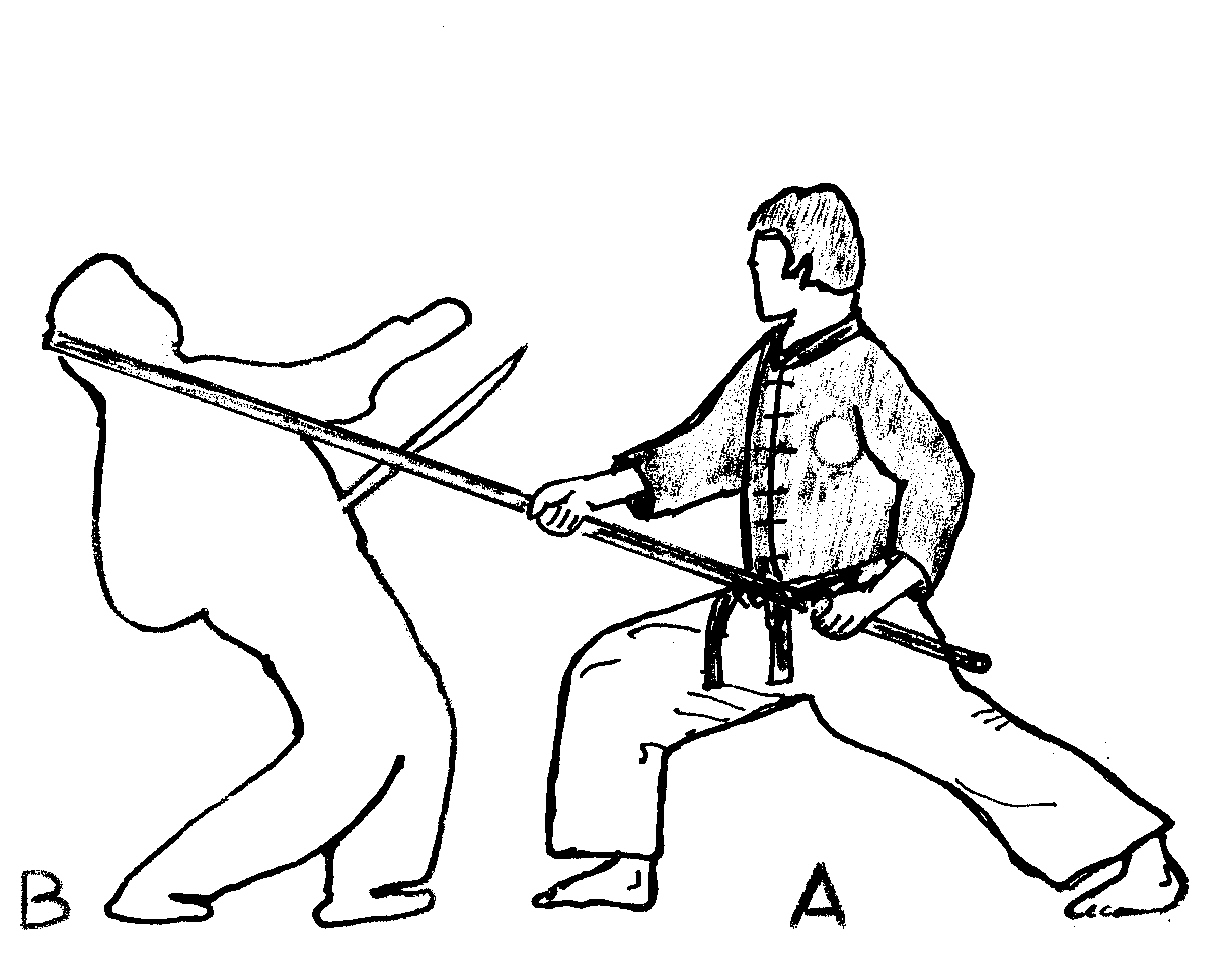
Défense avec un bâton long contre attaque avec sabre

Le terme Toud’che (bâton), désigne les différents types de bâtons dans la pratique du Thaing. Les bâtons sont des armes majeures du Thaing et leur maniement est intégré dans les pratiques guerrières très efficaces. Il en existe une grande variété. Fabriqués généralement en bois ou en bambou, leur longueur, forme et section varient suivant leur fonction. Le plus souvent, ils correspondent à la morphologie du pratiquant à qui ils appartiennent. Leur section est généralement ronde et plus ou moins régulière.  

#### Les tailles de bâton
Il existe trois tailles de bâtons :  
- longs (bâton de pèlerin, lance, tornade) : supérieur à la taille du pratiquant (bâton de guerre, pouvant être utilisé, par exemple, contre un cavalier, ou qu'on fait tournoyer pour éviter l'approche adverse).
- moyens (canne de marche, bâton de moine) : de la taille du pratiquant ;
- courts : de la longueur du bras ou de l’avant-bras.

#### Le sabre (Dha)
Le terme Dha (sabre) est utilisé pour désigner en même temps: le sabre birman (ou « da kaou che ») et le travail avec les armes blanches dans le thaing (sabre long, dague). Suivant les origines ethniques, on trouve différents types de sabre. Le dha birman a une forme très spécifique, généralement il ne possède pas de garde, la lame a un seul tranchant est incurvée et s'élargit côté pointe. Néanmoins, il existe des lames rectilignes (ex. : le dha de l’ethnie  akhas  s'élargit à son extrémité et est porté dans le dos ; le dha des Kachins carré à son extrémité est porté devant l’abdomen ; le dha des Shans et de certaines tribus montagnardes est porté sur le costume traditionnel ; le dha des nobles de Birmanie souvent doré, la lame et le manche ornementés).

### Techniques de combat

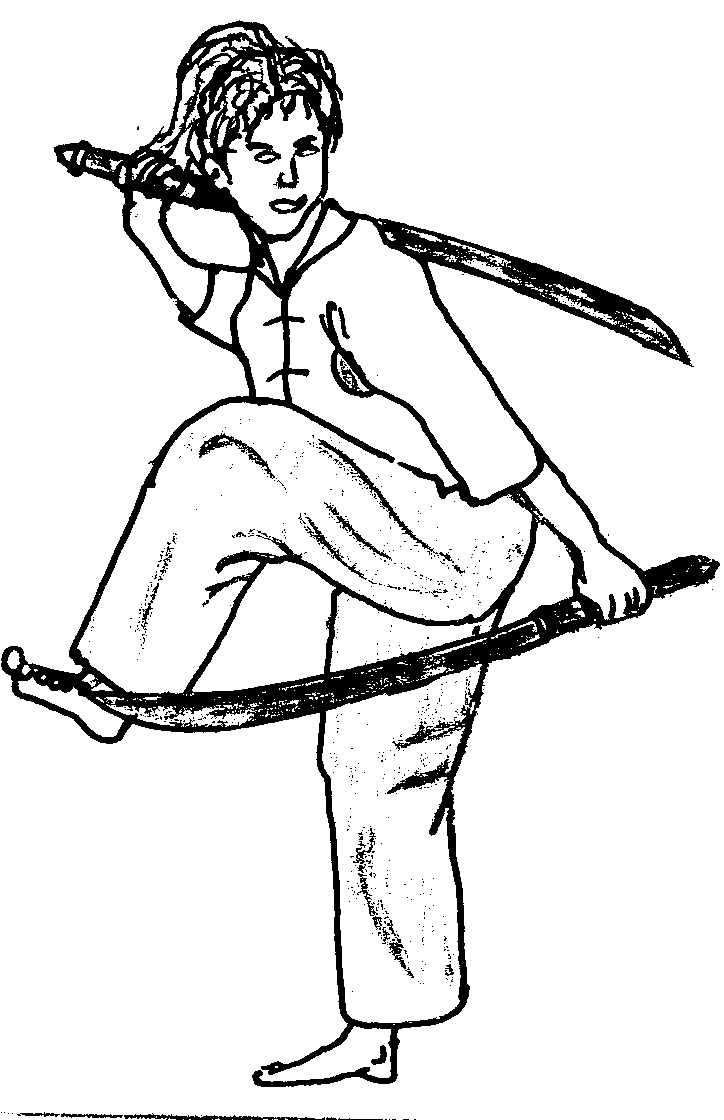
Aka avec deux dhas

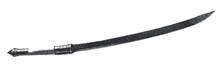
Sabre de l'ethnie shane

Quelle que soit la longueur de l'arme, il existe certaines saisies de base et des gardes de combat standards.  
Il existe également une multitude de : 
- positions de combat (attitudes et gardes),
- déplacements (pas, pivots),
- formes de défense (contrôle/blocage/déviation),
- percussions (coup de taille, coup d’estoc, moulinets),
- techniques de soumission (clé, étranglement, écrasement/pression),
- schémas de combat (akas transmis de générations en générations).

Certaines gestuelles et stratégies sont spécifiques à des représentations de combat ou à des styles (ex. : la forme du sanglier au bâton court, le bâton du pèlerin). 